# 蕭子廉
豫章哀世子蕭子廉（470年代—493年），字景藹，南蘭陵郡蘭陵縣人，南朝齊高帝之孫，豫章文獻王蕭嶷長子。

## 生平
蕭嶷早年無子，遂養長兄蕭賾第四子蕭子響為子。蕭嶷長子蕭子廉出生後，仍留蕭子響為養子，遂以蕭子響為豫章王世子，而蕭子廉以王子例被封為永新縣開國侯，食邑千戶。永明六年（488年），豫章王世子蕭子響還本，封巴東郡王，遂拜蕭子廉為豫章王世子。
蕭子廉歷任寧朔將軍、淮陵太守，太子中舍人，前軍將軍。
永明十年（492年），豫章王蕭嶷去世。永明十一年（493年），尚處於丁憂中的蕭子廉未等到襲爵即去世，追贈侍中，謚哀世子。

## 後代
子：蕭元琳，襲封豫章郡王。